# Chengguan, Lanzhou
Chengguan är ett stadsdistrikt och säte för stadsfullmäktige i provinshuvudstaden Lanzhou i provinsen Gansu i nordvästra Kina.
Chengguan är indelat i 24 stadsdelsdistrikt (jiedao) och en administrativ enhet på sockennivå..
Stadsdelsdistrikt (jiedao):

- Baiyinlu (白银路街道)
- Caochangjie (草场街街道)
- Donggang (东岗街道)
- Donggang Xilu (东岗西路街道)
- Fulongping (伏龙坪街道)
- Gaolanlu (皋兰路街道)
- Gongxingdun (拱星墩街道)
- Guangwumen (广武门街道)
- Huochezhan (火车站街道)
- Jiaojiawan (焦家湾街道)
- Jiayu Guanlu (嘉峪关路街道)
- Jingyuanlu (靖远路街道)
- Jiuquanlu (酒泉路街道)
- Linxialu (临夏路街道)
- Qingbaishi (青白石街道)
- Tielu Dongcun (铁路东村街道)
- Tielu Xicun (铁路西村街道)
- Tuanjie Xincun (团结新村街道)
- Weiyuanlu (渭源路街道)
- Wuquan (五泉街道)
- Yanbei (雁北街道)
- Yanchanglu (盐场路街道)
- Yannan (雁南街道)
- Zhangyelu (张掖路街道)

Områden på sockennivå:
- Gaoxinqu teknikzon (高新区)